# Rue Le Nôtre (Nantes)
Pour l’article homonyme, voir Rue Le Nôtre.
La rue Le Nôtre est une voie de Nantes, en France.

## Situation et accès
Située dans le centre-ville de Nantes, la rue Le Nôtre, qui relie la place Saint-Similien à l'allée des Tanneurs, est en partie bitumée dans sa moitié est et ouverte à la circulation automobile, tandis sa partie ouest est constituée d'escaliers. Elle rencontre la rue du Bourgneuf sur son côté sud.

## Origine du nom
La voie a été probablement baptisée de son nom actuel en hommage à André Le Nôtre (1613-1700), le célèbre jardinier paysagiste, inventeur du concept du « jardin à la française ». Mais comme le souligne Édouard Pied, rien ne vient étayer cette hypothèse.

## Historique
Au XVIIIe siècle, l'étroitesse de l'artère rendait difficile tout trafic par chariot, au point que les voitures qui y circulaient endommageaient les bornes des maisons riveraines. De plus, cette situation ne manquait pas de handicaper l'activité des tanneries qui s'y trouvaient. Des pétitions circulèrent parmi les habitants de la rue, comme celle de 1792, afin de tenter d'alerter la municipalité.
Avant de prendre son nom actuel, la voie a été précédemment dénommée de « rue du Tertre ».
Une usine à gaz destinée à l'éclairage des particuliers s'établit, en 1837, sur le côté nord de la voie, site aujourd'hui occupé par des locaux d'EDF et GDF.

## Bâtiments remarquables et lieux de mémoire
L'escalier qui permet d'accéder la place Saint-Similien fut construit en 1874.